# Сімба Квінз
Сімба Квінз (англ. Simba Queens) — танзанійський професійний жіночий футбольний клуб з Каріакоо, Дар-ес-Салам, Танзанія. Клуб виступає в Прем'єр-лізі Танзанії серед жінок. Клуб є філією Simba SC, який виступає в Ligi Kuu Bara.

## Ліга чемпіонів 2022
Команда виграла трофей чемпіонату КЕСАФА серед жінок 2022 року, перемігши She Corporate FC з Уганди з рахунком 1:0 у матчі, який відбувся на стадіоні Азам 27 серпня 2022 року. Бере участь у Чемпіонаті CAF серед жінок у Марокко, що проходить в листопаді 2022 року.

## Зовнішні посилання
- Офіційний веб-сайт